# Agonia no Jardim (anônimo)
Agonia no Jardim é uma pintura francesa de 1405-1408 em estilo gótico internacional, que está no Museu do Prado desde maio de 2012 Foi produzido em Paris em um painel de carvalho báltico. O artista é desconhecido, embora pudesse ser de Colart de Leon], que foi pintor e 'valet de chambre' de Luís de Valois, Duque de Orleães, mostrado no canto inferior esquerdo e provavelmente o comissário da obra.
O episódio é mais conhecido em Língua Portuguesa como Agonia no Getsêmani e se refere a um evento na Vida de Jesus que ocorreu entre a Última Ceia e a sua prisão A luta de Jesus (em grego: agonia), orando e se submetendo a Deus antes de aceitar seu sacrifício, no Getsêmani, também denota um estado de espírito atualmente chamado de agonia.